# Antoine Galland
Antoine Galland (4 de abril de 1646 - 17 de febrero de 1715) fue un orientalista y arqueólogo francés, y el primer traductor europeo de Las mil y una noches.

## Biografía
Galland nació en Rollot, en el departamento de Somme. Luego de completar sus estudios en Nayon, pasó un breve tiempo dedicado a aprender un oficio, pero escapó para poder estudiar lenguas en París. En 1670, después de haber sido contratado para compilar un catálogo de los manuscritos orientales de La Sorbona, fue enviado a la embajada francesa en Constantinopla; en 1673 viajó al Medio Oriente, donde copió innumerables inscripciones y bosquejó, y hasta en ocasiones tomó, varios monumentos históricos.
Habiendo hecho una breve visita a Francia, donde su colección de monedas antiguas le confirió una cierta notoriedad, Galland volvió a Levante en 1676. En 1679 hizo un tercer viaje, comisionado por la Compañía francesa de las Indias Orientales (Compagnie des Indes Orientales) para recolectar muestras para el gabinete de Colbert; a su término el gobierno francés le ordenó continuar con sus investigaciones y le concedió el título de anticuario real. En sus largas estadías en el extranjero adquirió un vasto conocimiento de las lenguas y literaturas árabes, turcas y persas, lo que le permitió, al regresar a Francia, prestar una ayuda invalorable a Jean de Thévenot, quien estaba a cargo de la biblioteca real, y a Barthélemy d'Herbelot de Molainville.
Después de que ambos murieran, Galland vivió un tiempo en Caen bajo el mismo techo que Nicolas Foucault, intendente de la ciudad y excelente arqueólogo. Fue ahí donde comenzó a publicar Las mil y una noches (Les mille et Une Nuits) en 1704, lo que despertó un enorme interés por la obra. Hasta el día de hoy su versión sigue siendo la traducción al francés por antonomasia; Galland descartó la traducción literal por una que se adecuara más a los gustos europeos, limando las asperezas del idioma original sin perder de vista el espíritu de la narrativa árabe. 
En 1701 Galland fue admitido en la Academia de las inscripciones y lenguas antiguas (Académie des Inscriptions et Belles-Lettres), y en 1709 se le otorgó la cátedra de árabe en el Collège de France. Continuó ejerciendo hasta su muerte en 1715. 
Además de varios trabajos arqueológicos, especialmente en el ámbito de la numismática, publicó en 1694 una compilación de textos en árabe, persa y turco, titulado Paroles remarquables, bons mots et maximes des orientaux (luego traducido al inglés y publicado en 1795), y en el año 1699 publicó una traducción de un manuscrito árabe, De l'origine et du progrès du café. Sus Contes et fables indiennes de Bidpai et de Lokrnan fueron publicados póstumamente en 1724. Entre sus numerosos manuscritos inéditos se encuentran una traducción del Corán y una Histoire générale des empereurs Turcs. Sus diarios fueron publicados por Charles Schefer en 1881.